# Thiago Abrahim
Jorge Thiago Carvalho Abrahim (Manaus, 6 de dezembro de 1992) é um político brasileiro filiado ao União Brasil (UNIÃO). Atualmente cumpre seu primeiro mandato como deputado estadual do Amazonas.

## Trejetória política
Em 2 de outubro de 2022, Thiago Abrahim foi eleito deputado estadual do Amazonas pelo União Brasil (UNIÃO). Com 100% das urnas eletrônicas apuradas, ele recebeu 31.731 votos ou 1,61% dos votos válidos, sendo o 16º candidato com maior número de votos do Amazonas.

### Desempenho em eleições
| Ano  | Eleição              | Partido | Candidato a       | Votos  | %    | Resultado | Observações         | Ref.  |
| ---- | -------------------- | ------- | ----------------- | ------ | ---- | --------- | ------------------- | ----- |
| 2022 | Estadual no Amazonas | UNIÃO   | Deputado estadual | 31.731 | 1,61 | Eleito    | Eleito em 16º lugar | [ 3 ] |